# Bed and Breakfast

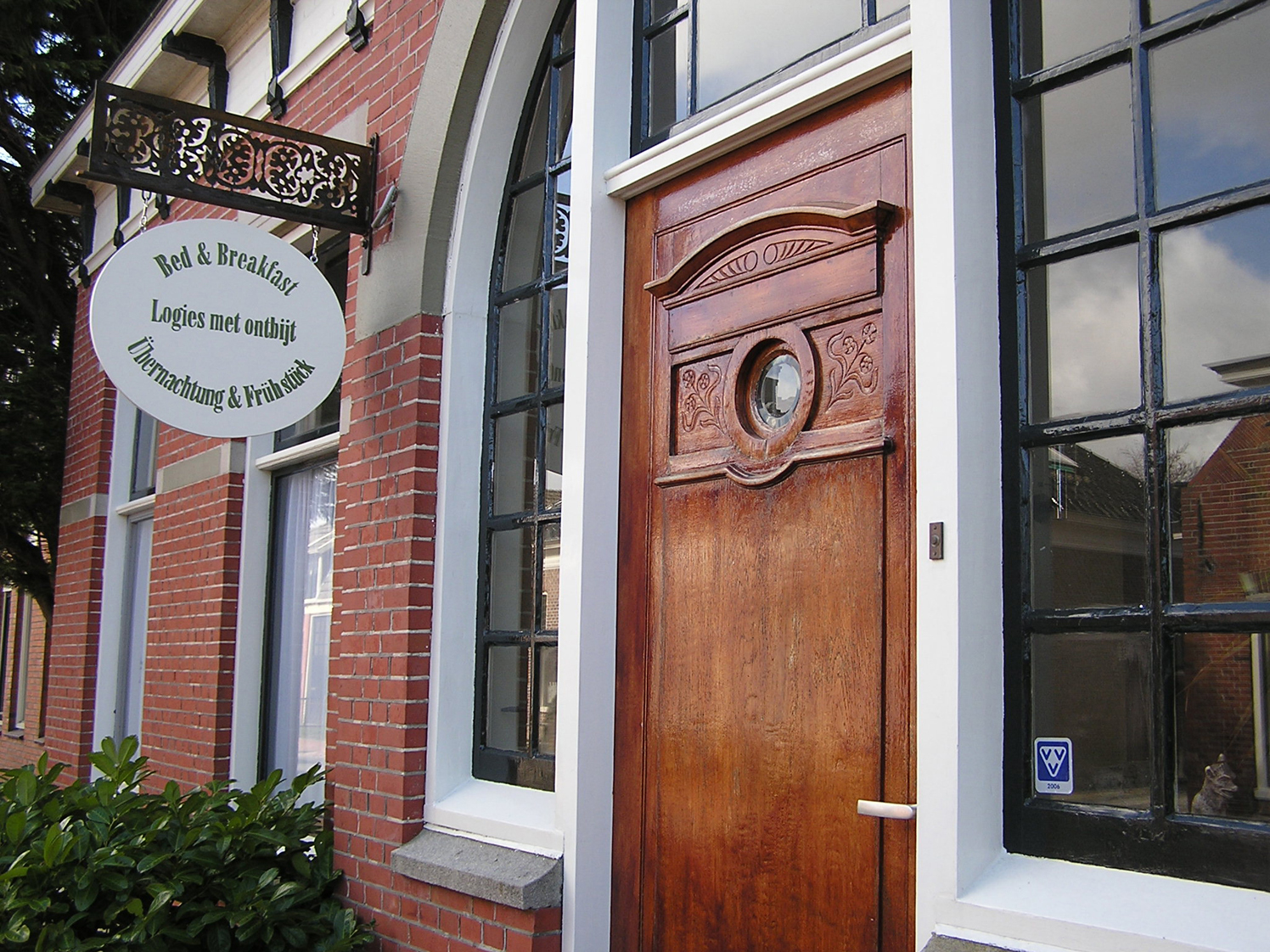
Schild, das auf ein Bed and Breakfast hinweist.

Als Bed and Breakfast (auch Bed ’n’ Breakfast; Kurzform B&B oder BnB) bezeichnet man in den englischsprachigen Ländern eine Unterkunft bei Privatleuten, in deren Preis immer ein meist warmes Frühstück enthalten ist. Eine Pension bzw. Privatpension hingegen firmiert meist unter dem Begriff Guest-House, wobei in solchen „Gästehäusern“ das Frühstück häufig nicht im Zimmerpreis enthalten ist.
Mit dem Begriff B&B bezeichnet man daneben im englischsprachigen Raum, unabhängig von der Art des Unterkunftsbetriebes, auch den Modus (plan) der Übernachtung mit Frühstück – in Abgrenzung zur Übernachtung ohne Frühstück, zur Halbpension (half board) und zur Vollpension (full board). Im Sinne dieses Sprachgebrauchs finden sich vor allem in den USA und in Südafrika vielfach kleine, aber kommerziell betriebene Bed and Breakfast Inns o. Ä., die teils in exzellenter Qualität und hochpreisig ausschließlich Übernachtung mit Frühstück anbieten und über kein Restaurant verfügen. 
Mittlerweile gibt es in der ganzen Welt sogenannte B&B-Angebote. Oft handelt es sich dabei um eine hotelähnliche Übernachtungsmöglichkeit in einem Privathaus inklusive eines Frühstücks. Diese Privathäuser bieten oft nur wenige Zimmer.